# Eyprepocnemis smaragdipes
Eyprepocnemis smaragdipes är en insektsart som beskrevs av Bruner, L. 1910. Eyprepocnemis smaragdipes ingår i släktet Eyprepocnemis och familjen gräshoppor. Inga underarter finns listade i Catalogue of Life.